# Walbridge (Ohio)
Pour les articles homonymes, voir Walbridge.
Walbridge est un village américain situé dans le comté de Wood, dans l’Ohio. Selon le recensement de 2010, sa population est de 3 019 habitants.